# Contee tradizionali dell'Inghilterra
Le contee tradizionali sono le circa quaranta antiche suddivisioni dell'Inghilterra. Sono anche note come contee storiche, o ancora come contee antiche o geografiche.
Sono state utilizzate come divisioni geografiche e amministrative per diversi secoli, fino alla loro abolizione con una serie di atti del Parlamento, culminati nel Local Government Act del 1888.
L'instaurarsi della suddivisione viene fatta risalire al XII secolo, sebbene alcuni confini fossero definiti già da epoche più antiche, utilizzando le divisioni territoriali sassoni e celtiche, mentre altre delimitazioni assunsero la forma con cui oggi le conosciamo in epoca relativamente tarda, a volte nel XVI secolo, in particolare per il Galles e la Scozia.
La definizione informale di "contee tradizionali" non si riferisce ad una suddivisione ufficiale di un preciso momento storico, sebbene sia più di frequente utilizzata in relazione alle contee esistenti tra il momento dell'annessione del Galles all'Inghilterra, con la serie di provvedimenti conosciuta come Laws in Wales Acts (1535-1542), e la creazione delle contee amministrative del Local Government Act del 1888 per l'Inghilterra e il Galles.
Dopo la riforma del 1888 non vennero più utilizzate come suddivisioni geografiche ufficiali e furono sostituite dalle contee cerimoniali o dalle contee amministrative. Le "contee postali", che ne riprendevano largamente l'organizzazione, furono utilizzate dall'amministrazione postale fino al 1996. Esistono svariate associazioni che promuovono l'uso delle contee tradizionali. Gli esperti di genealogia e storia locale tendono a seguire i nomi usati all'epoca dei fatti studiati.

## Le contee
| 1. Bedfordshire 2. Berkshire 3. Buckinghamshire 4. Cambridgeshire 5. Cheshire * 6. Cornovaglia 7. Cumberland 8. Derbyshire 9. Devon 10. Dorset 11. Durham * 12. Essex 13. Gloucestershire 14. Hampshire ** 15. Herefordshire 16. Hertfordshire 17. Huntingdonshire 18. Kent 19. Lancashire * 20. Leicestershire | 1. Lincolnshire 2. Middlesex 3. Norfolk 4. Northamptonshire 5. Northumberland 6. Nottinghamshire 7. Oxfordshire 8. Rutland 9. Shropshire *** 10. Somerset 11. Staffordshire 12. Suffolk 13. Surrey 14. Sussex 15. Warwickshire 16. Westmorland 17. Wiltshire 18. Worcestershire 19. Yorkshire | Pianta delle contee tradizionali inglesi |
| * "contea palatina" | |                                          |
| ** conosciuta anche come Southamptonshire fino al 1959 *** conosciuta anche come "Salop" | |                                          |

La pianta omette tutte le parti distaccate, ad eccezione del Furness, parte del Lancashire a sud del Cumberland e del Westmorland.
Il Monmouthshire era in precedenza considerato una contea dell'Inghilterra, mentre ora si ritiene generalmente che faccia parte delle contee tradizionali del Galles.

## I nomi
Le contee che prendono il nome di una città hanno spesso la denominazione ufficiale di "contea di", seguita dal nome della città stessa: ad esempio ci si può riferire allo "Yorkshire" come "contea di York".
L'uso moderno prevede il suffisso -shire solo per le contee che hanno preso nome da una città, ovvero per quelle che altrimenti avrebbero nomi monosillabici. In passato erano tuttavia frequentemente utilizzati anche nomi come "Devonshire", "Dorsetshire" e "Somersetshire". Tuttora esiste un "duca del Devonshire", la cui denominazione corretta non è "duca del Devon"
[È giusto? L'esempio è esattamente il contrario di quello che c'è scritto prima: c'è scritto che il suffisso shire viene usato "per quelle che altrimenti avrebbero nomi monosillabici".E anche nella lista precedente è esattamente il contrario]
La denominazione di "Kentshire" non è stata mai utilizzata, poiché il Kent era stato un antico regno degli Juti e prima ancora un regno britanno chiamato Ceint dalla tribù dei Cantiaci.
Il nome della contea di Durham è anomalo: la forma che ci si sarebbe aspettati, "Durhamshire", non è mai stata utilizzata e tale anomalia è attribuita al suo stato di contea palatina, retta dal vescovo di Durham.
Esistono abbreviazioni di uso comune per molti dei nomi delle contee storiche: nella maggior parte dei casi consistono in semplici troncamenti con l'aggiunta di una "s" finale, come nel caso di "Berks" per il Berkshire e "Bucks" per il Buckinghamshire. Altre abbreviazioni sono meno ovvie, come "Salop" per il Shropshire, "Oxon" per l'Oxfordshire, "Hants" per l'Hampshire e "Northants" per il Northamptonshire.

## Origini e storia

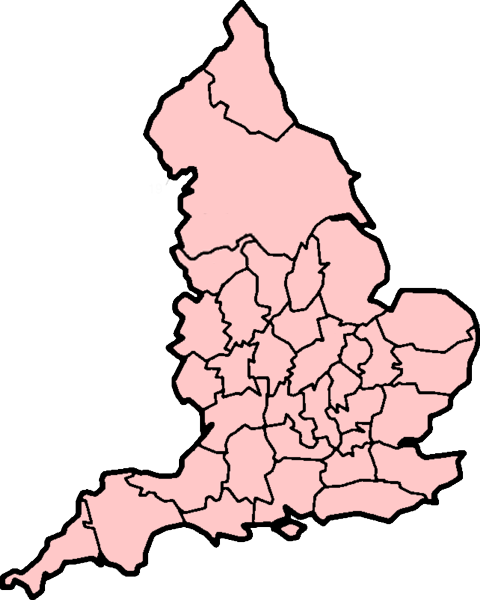
Pianta delle contee nel 1086 secondo il Domesday Book.

Le contee tradizionali si accrebbero per secoli e hanno differenti età e origini. Nell'Inghilterra meridionale erano le suddivisioni del Wessex e in molte aree rappresentavano regni annessi che in origine erano stati indipendenti, come il Kent, in origine regno del Kent. Solo una contea della costa meridionale dell'Inghilterra ha nel nome il suffisso -shire, l'Hampshire, che ha preso il nome dall'antica città di "Hampton", oggi Southampton.
Quando il Wessex conquistò la Mercia nel IX e X secolo, suddivise i territori acquisiti in diversi shires, che di solito presero il nome della città principale (la county town o "città della contea"), aggiungendovi il suffisso -shire, come nel caso del Northamptonshire e del Warwickshire. In diversi casi gli originali nomi furono in seguito abbreviati: per esempio il Cheshire era in origine denominato "Chestershire".
Anche gran parte del regno di Northumbria fu suddiviso in shires, tra le quali le contee più note sono l'Hallamshire e il Cravenshire. I Normanni non utilizzarono tuttavia queste suddivisioni e pertanto esse non sono in genere incluse tra le contee tradizionali.
Dopo la conquista normanna del 1066 e le campagne condotte nel nord del regno da Guglielmo il Conquistatore nel 1069-1070, la gran parte del settentrione del paese restò spopolata e al tempo del Domesday Book (la registrazione del censimento dei territori inglesi, organizzato subito dopo la conquista e completato nel 1086) l'Inghilterra settentrionale era occupata dal Cheshire e dallo Yorkshire, mentre per i territori a nord est, che più tardi sarebbero entrati a far parte della contea di Durham e del Northumberland, non sono ricordate suddivisioni.
Il Cumberland, il Westmorland, il Lancashire, la contea di Durham e il Northumberland erano già istituiti nel XII secolo (e in particolare la creazione del Lancashire può essere fissata al 1182. Una parte dei domini del vescovo di Durham, l'Hexhamshire fu separata e considerata una contea distinta fino al 1572.
I confini tra Inghilterra e Galles non furono fissati che con le Laws in Wales Acts nel 1535 nella forma attuale, mentre nel Domesday Book alcuni dei confini delle contee inglesi comprendevano parti di quello che sarebbe divenuto il Galles: Monmouth, ad esempio era compresa nell'Herefordshire e l'antica città di Ludlow, oggi nel Shropshire, faceva parte dell'Herefordshire.
A causa delle loro diverse origini le contee variano considerevolmente per ampiezza. 
Lo Yorkshire, erede del regno di York, al tempo del Domesday Book era considerato comprendere la parte settentrionale del Lancashire, il Cumberland, e il Westmorland.
Il Lincolnshire, erede del regno di Lindsey, occupò i territori di Kesteven e Holland, ma la città di Stamford che vi era compresa fu l'unico borgo dell'antico che non divenne "città della contea": l'esistenza di uno "Stamfordshire" fu probabilmente esclusa dalla posizione della città all'estremo margine del territorio che le era associato, al confine con il Rutland immediatamente ad ovest e a nord
Lo stesso Rutland fu un territorio anomalo o soke, associato al Nottinghamshire, che in seguito venne considerato la più piccola delle contee.

## Suddivisioni tradizionali delle contee

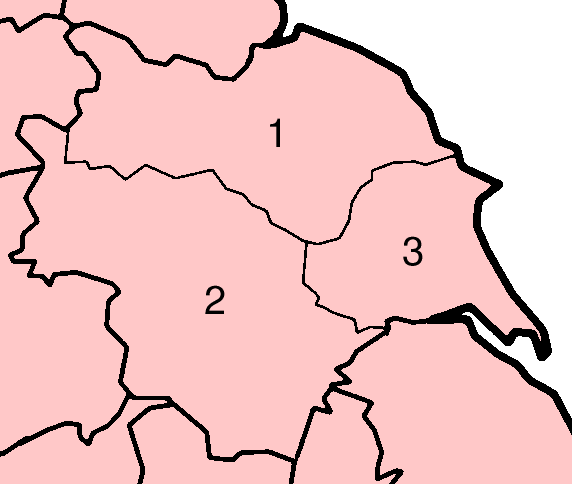
Lo Yorkshire comprende tre principali suddivisioni, conosciute come "ridings dello Yorkshire": North Riding, West Riding, East Riding.

Alcune delle contee tradizionali presentano ulteriori suddivisioni, tra cui le più importanti sono i tre ridings dello Yorkshire (East Riding, West Riding e North Riding). A causa della notevole ampiezza di questa contea, i suoi ridings vennero in uso come termini geografici in modo indipendente dalla loro originale ruolo di suddivisione amministrativa.
La seconda contea per ampiezza, il Lincolnshire, è ugualmente suddivisa amministrativamente nelle tre "parti storiche" del Lindsey, dell'Holland e del Kesteven.
Il Kent e il Sussex sono entrambi suddivisi in una parte orientale e in una occidentale (rispettivamente East Kent e West Kent, East Sussex e West Sussex).
Diverse contee comprendevano al loro interno territori con giurisdizioni distinte, amministrati separatamente (stokes): il Cambridgeshire comprendeva ad esempio l'isola di Ely, e il Northamptonshire la "giurisdizione di Peterborough" (Soke of Peterborough). Queste suddivisioni erano utilizzate da istituzioni come quelle delle corti periodiche istituite in ciascuna contea (Quarter Sessions courts) e furono mantenute nella successiva suddivisione delle contee amministrative.
Esistettero anche suddivisioni più piccole e molte contee inglesi erano tradizionalmente suddivise in hundreds, ossia territori sufficienti a sostenere un centinaio di famiglie, secondo un antico costume germanico descritto da Tacito con il nome di centeni, e che altrove si riferiva al territorio che poteva fornire un centinaio di uomini in armi. Nel Nottinghamshire, nello Yorkshire e nel Lincolnshire le medesime suddivisioni presero il nome di wapentakes e nella contea di Durham, nel Cumberland e nel Westmorland quello di wards.
Il Kent e il Sussex ebbero anche suddivisioni di livello intermedio tra la loro tripartizione principale e i loro hundreds, conosciute come lathes nel Kent e rapes nel Sussex.
A loro volta gli hundreds o i loro equivalenti, erano suddivisi in tithings e in parrocchie (parishes), sia cittadine, sia legate ad un castello.

## Confini e anomalie

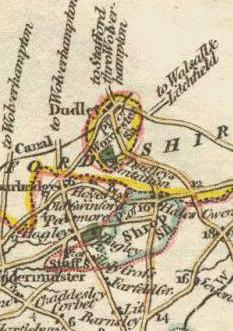
Questa pianta del 1814, piuttosto imprecisa, mostra la città di Dudley in un'enclave distaccata del Worcestershire circondata dallo Staffordshire.

Esistono almeno due tipi di confini di contea, proposti come i veri e autentici confini tradizionali. La disputa riguarda l'accettazione o meno delle modifiche apportate da un atto parlamentare del 1844, con il quale venivano abolite le numerose enclave costituite da porzioni di una contea all'interno di un'altra, modifiche che taluni considerano un mero fatto di convenienza amministrativa.
Le enclave più significative che furono oggetto della modifica erano quelle dell'Islandshire, del Bedlingtonshire e del Norhamshire, che appartenevano alla contea di Durham e furono incorporate nel Northumberland. La maggior parte delle altre enclave aveva dimensioni minime, ma comprendeva persino una parte distaccata della contea gallese del Monmouthshire (Welsh Bicknor) che risultava compresa nella contea inglese dell'Herefordshire, creata nel 1651.
Tra le enclave che non furono interessate dal riordino amministrativo del 1844 ci furono la parte del Derbyshire intorno a Donisthorpe, geograficamente all'interno del Leicestershire, e la maggior parte delle maggiori enclave del Worcestershire, compresa la città di Dudley, collocata geograficamente nello Staffordshire. Inoltre, il Furness parte del Lancashire rimase separata dalla contea di appartenenza da una stretta striscia di territorio del Westmorland, pur restando accessibile attraverso le dune costiere della baia di Morecambe.
Alcune città sono storicamente divise tra due diverse contee, come Newmarket, Royston, Stamford, Tamworth e Todmorden, e in alcuni casi il confine di contea è tracciato proprio al centro della via principale. Per la città di Todmorden, il confine tra Lancashire e Yorkshire è detto correre al centro del municipio.

## Utilizzo
Nel XX secolo diverse riforme delle amministrazioni locali resero l'uso dei nomi delle contee piuttosto confuso.
Quando nel 1888 vennero istituiti per la prima volta i consigli di contea, essi riguardavano solo le nuove entità amministrative appena create, le contee amministrative, alle quali ci si riferiva con il termine di "contea" e che dovevano essere utilizzate "per ogni proposito": retrospettivamente possono essere considerate all'origine delle attuali contee cerimoniali. Tali contee sono quelle mostrate nelle piante della prima metà del XX secolo e rimpiazzarono in genere le contee tradizionali.
Nel 1974 fu intrapresa una riforma delle amministrazioni locali (Local Government Act del 1972), con la quale furono abolite le contee amministrative, sostituite dalle "contee metropolitane" e dalle "contee non metropolitane". Diverse contee amministrative, come il Cumberland, l'Herefordshire, il Rutland, il Westmorland e il Worcestershire scomparvero dalla mappa amministrativa ufficiale (seguendo l'Huntingdonshire e il Middlesex che erano allo stesso modo scomparsi nel 1965). Contemporaneamente furono creare nuove entità, come la contea di Avon, la contea di Cleveland, la Cumbria e l'Humberside che si aggiunsero alle sei nuove contee metropolitane.
L'atto del 1972 lasciò lo status legale delle contee tradizionali non definito: non si esprimeva sulle parti dell'atto del 1888 che riguardavano le contee tradizionali e riferiva la denominazione di contee alle "contee amministrative" e, tuttavia, non aboliva formalmente le "contee antiche e geografiche". Si obiettò inoltre che le contee tradizionali non potevano essere soppresse per mezzo di un atto parlamentare, visto che la maggior parte di esse non erano state istituite da atti parlamentari o editti reali. Su tali basi i sostenitori delle contee tradizionali ritengono che esse siano tuttora esistenti e lo stesso governo aveva affermato a suo tempo che i confini tradizionali tra le contee non erano interessati dalle riforme del 1974.
Molti accettarono comunque i cambiamenti, ma l'uso è rimasto tra i privati: per esempio il cricket di contea è tuttora basato sulle contee tradizionali. Allo stesso modo le contee tradizionali sono alla base delle suddivisioni per la registrazione dei dati biologici, con l'aggiunta di un'ulteriore suddivisione per area: ciò rende più facile effettuare paragoni in merito alla biodiversità di diverse parti dell'Inghilterra attraverso il tempo.
Le Poste britanniche si adattarono al rispetto della riforma, con le due significative eccezioni della Greater London e della Greater Manchester, dove i sobborghi sono definiti sulla base della suddivisione tradizionale, sia a Manchester che per aree della città di Londra esterne al suo distretto postale.
Le contee metropolitane hanno avuto spesso nomi generici, come Merseyside o Tyne and Wear, che entrarono rapidamente in uso. A partire dal 2000 le Poste, hanno eliminato le contee postali dal proprio data-base, e hanno creato un archivio separato che elenca le contee postali e amministrative e le precedenti contee postali per ogni indirizzo del Regno Unito.
Notevoli contestazioni produsse l'incorporazione amministrativa di parti dello Yorkshire nella Cumbria, nel Lancashire, nella Greater Manchester, nell'Humberside, nel Cleveland e nella contea di Durham. In seguito alcune di tali aree sono state ripristinate nella loro condizione originaria per propositi cerimoniali.

## Contee e aree urbane

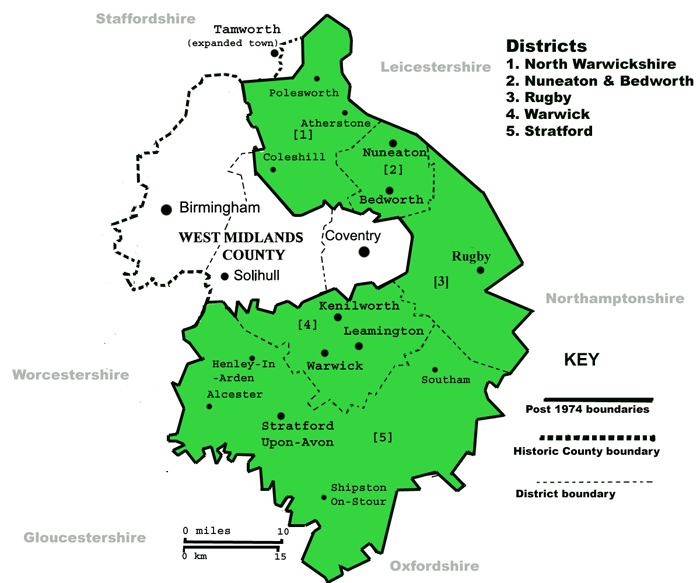
Contea storica del Warwickshire, che copre un'area leggermente più ampia che la contea amministrativa dello stesso nome (in verde)

A parte i casi di divisioni storiche, come quelle di Newmarket, Stamford e Tamworth, numerose città si sono recentemente espanse oltrepassando i confini con una vicina contea, di frequente oltrepassando un fiume. Casi simili sono le città di Banbury, Birmingham, Bristol, Burton-upon-Trent, Great Yarmouth, Leighton Buzzard, Londra, Manchester, Market Harborough, Peterborough, Reading, Redditch, Saint Neots, Swadlincote, Tadley e Wisbech.
Sebbene Oxford sorga sulla riva del Tamigi, tradizionale confine tra Oxfordshire e Berkshire, la linea di confine storica si incurva in corrispondenza della città, in modo da includere la parte occidentale oltre il fiume nella contea dell'Oxfordshire insieme al resto della città.
Le aree istituite come conurbazioni tendono ad oltrepassare i confini delle contee tradizionali, come nel caso di Bournemouth/Poole/Christchurch (nell Dorset e nello Hampshire): l'annessione nel 1974 di Bournemouth and Christchurch nella contea amministrativa del Dorset è tuttavia il mutamento di confine più largamente accettato. Altri casi sono rappresentati dall'area metropolitana di Manchester (contee dello Cheshire e del Lancashire), da Merseyside (nuovamente Cheshire e Lancashire), Teesside (Yorkshire and contea di Durham), Tyneside (contea di Durham e Northumberland) e West Midland (Staffordshire, Warwickshire and Worcestershire).
La stessa "Grande Londra si estende in cinque delle contee tradizionali (Essex, Hertfordshire, Kent, Middlesex, Surrey) e l'area urbana della città è inserita nel Buckinghamshire e nel Berkshire.

## Il movimento in favore delle contee tradizionali
Il movimento che sostiene le contee tradizionali è costituito in una organizzazione nazionale (Association of British Counties) insieme a vari affiliati regionali. I suoi principali obiettivi sono:
- sostituzione delle contee cerimoniali con quelle tradizionali;
- ristabilire la terminologia esistente in epoca precedente alla riforma del 1974 di contea amministrativa, oggi sostituita dal più generico termine di "contea";
- ottenere che l'Ordnance Survey determini e segni i confini tradizionali di tali contee;
- ripristinare in casi specifici le contee tradizionali come contee amministrative.